# Ryu Hyun-woo
Ryu Hyun-woo (koreanisch 류현우) ist ein ehemaliger nordkoreanischer
Diplomat, der als Botschafter in Kuwait tätig war und im August 2019 nach Südkorea überlief. Er ist der Schwiegersohn von Jon Il-chun, der über ein Jahrzehnt lang den Betrieb von Nordkoreas Office 39 leitete. Ryu war auch von 2010 bis 2013 in Syrien stationiert.